# Jardin à la française
Pour les articles homonymes, voir À la française.

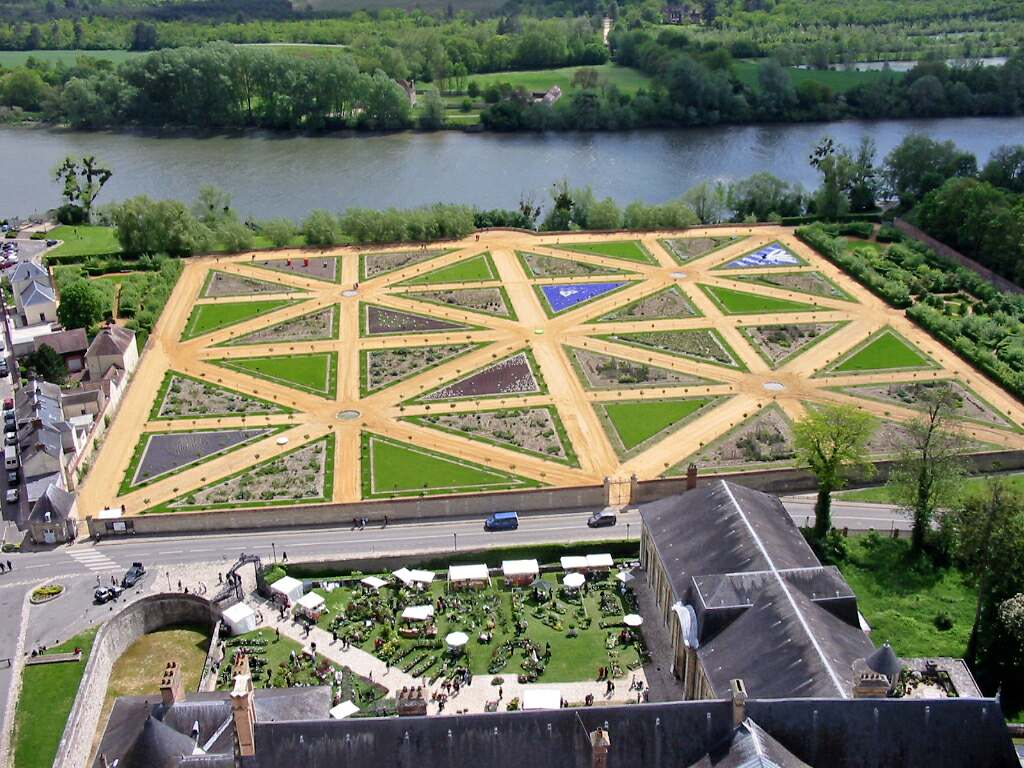
Potager du château de la Roche-Guyon vu depuis le donjon du château, avec au fond la Seine.

Le jardin à la française, également appelé jardin régulier ou jardin classique, est un type de jardin baroque « paysager » basé sur la symétrie et le principe d'imposer de l'ordre à la nature avec des garnitures et des agréments, expression du classicisme dans l'art des jardins, autrement dit la recherche de la perfection formelle, d'une majesté théâtrale et d'un goût du spectacle.
Son vocabulaire esthétique, végétal et sa statuaire sont directement inspirés des jardins du nord de l'Italie, mais, dotés en général d'une superficie plus grande, ils font entrer le paysage dans le jardin tout en conservant le souci de la perfection formelle : terrassés, réguliers, souvent linéaires, faisant une large place aux jeux d'eau, ils comportent des aménagements lourds (hydraulique des canaux et bassins, orangerie, pavillons) et font montre d'une taille savante des végétaux, l'art topiaire utilisé depuis l'époque romaine.
Le jardin classique culmine au XVIIe siècle avec la création pour Louis XIV du jardin de Versailles conçus par André Le Nôtre, qui devient une référence pour les cours d'Europe.
Le classicisme s'exprime également dans l'horticulture. Jean-Baptiste de La Quintinie initie un art de la taille fruitière et des techniques de culture sur couche qui marqueront durablement les jardins de production. Mais le terme « jardin classique » n'est retenu que pour les jardins d'agrément.

## Histoire

### Influence de la Renaissance

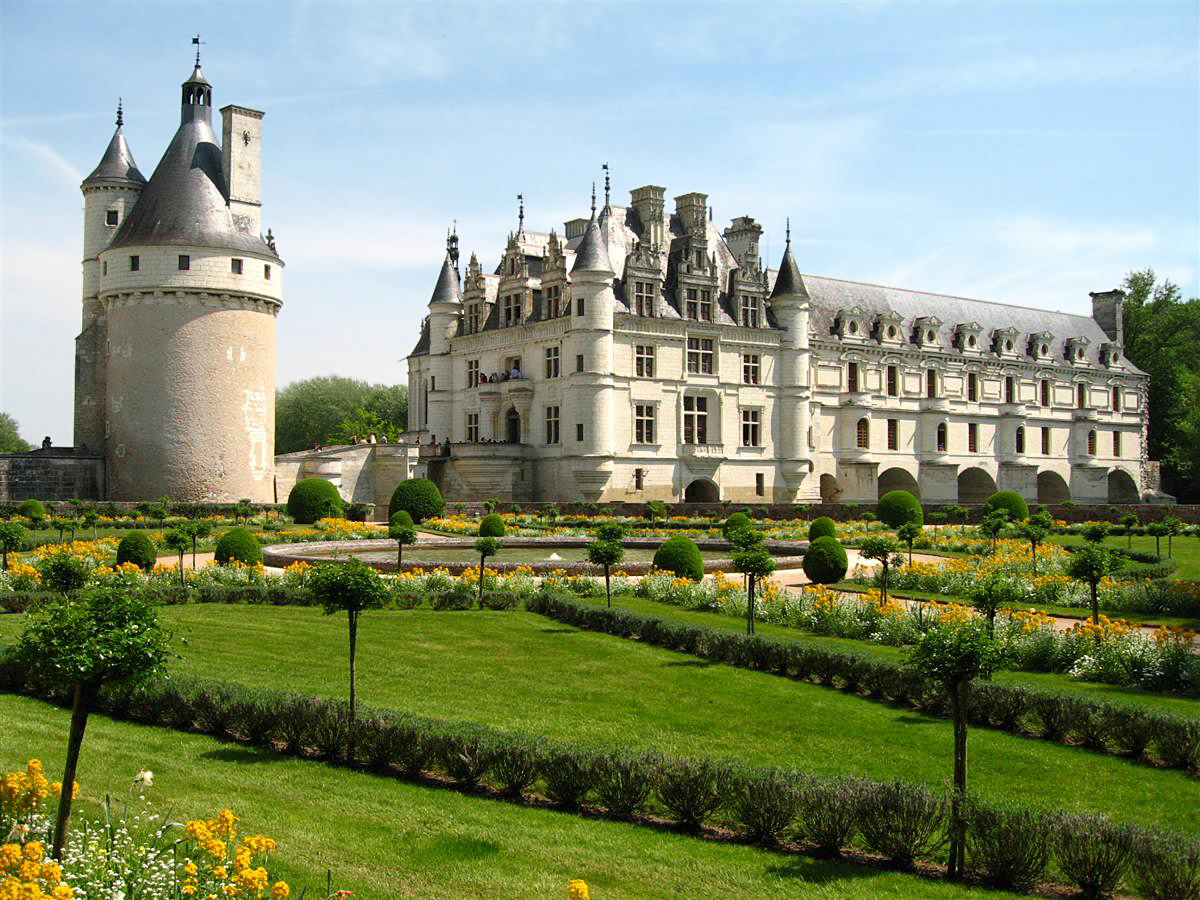
Vue du jardin de Catherine de Médicis au château de Chenonceau.

Le jardin à la française est issu des jardins de la Renaissance française, un style inspiré du jardin de la Renaissance italienne du début du XVIe siècle. Le jardin de la Renaissance italienne, caractérisé par le jardin de Boboli à Florence et la Villa Medicea di Fiesole, se caractérise par des parterres de plantations créés selon des formes géométriques et disposés avec des motifs symétriques, l'utilisation de fontaines et de cascades pour l'animer, des escaliers et des rampes pour unir ses différents niveaux, des grottes, labyrinthes et une statuaire sur des thèmes mythologiques. Les jardins sont conçus pour représenter l'harmonie et l'ordre, les idéaux de la Renaissance, et pour rappeler les vertus de la Rome antique. Les jardins à la française sont symétriques et bien entretenus pour représenter l'ordre, qui s'étend à la société française de l'époque.
Après sa campagne en Italie de 1495, où il visite les jardins et les châteaux de Naples, le roi  Charles VIII fait venir de Naples des artisans et des créateurs de jardins italiens, tels que Pacello da Mercogliano, et ordonne la construction de jardins à l'italienne dans sa résidence du château d'Amboise et au Château Gaillard, son autre résidence privée à Amboise. Son successeur, Henri II, qui voyage également en Italie et rencontre Léonard de Vinci, crée un jardin Italien à proximité au château de Blois. À partir de 1528, le roi François Ier crée de nouveaux jardins au château de Fontainebleau, comprenant des fontaines, des parterres, une forêt de pins ramenés de Provence et la première grotte artificielle de France. Le château de Chenonceau possède deux jardins de style nouveau, un créé pour Diane de Poitiers en 1551 et un second pour Catherine de Médicis en 1560.
En 1536, l'architecte Philibert Delorme, à son retour de Rome, crée les jardins du château d'Anet selon les règles italiennes des proportions. L'harmonie soigneusement conçue d'Anet, avec ses parterres et ses plans d'eau intégrés à des sections de verdure, est devenue l'un des exemples les plus anciens et les plus influents du jardin à la française classique.
Si les jardins de la Renaissance française sont très différents dans leur esprit et leur apparence des jardins médiévaux, ils ne sont toujours pas intégrés à l'architecture des châteaux et sont généralement entourés de murs. Dans la conception des jardins à la française, le château ou la maison est censé être le point focal visuel. Les différentes parties des jardins ne sont pas harmonieusement reliées entre elles et sont souvent placées sur des emplacements difficiles, choisis pour un terrain facile à défendre plutôt que pour leur beauté. Tout cela va changer au milieu du XVIIe siècle avec l'aménagement du premier véritable jardin à la française.

### Vaux-le-Vicomte
Le château de Vaux-le-Vicomte, créé pour Nicolas Fouquet, surintendant des finances de Louis XIV, à partir de 1656, est le premier jardin à la française important. Fouquet charge Louis Le Vau de concevoir le château, Charles Le Brun de concevoir les statues du jardin et André Le Nôtre de créer les jardins. Pour la première fois, le jardin et le château sont parfaitement intégrés. Une grande perspective de 1 500 mètres s'étend du pied du château jusqu'à la statue d'Hercule Farnèse ; l'espace est rempli de parterres d'arbustes à feuilles persistantes aux motifs ornementaux, bordés de sable coloré ;  les allées sont décorées à intervalles réguliers par des statues, bassins, fontaines et topiaires soigneusement sculptées. La symétrie atteinte à Vaux atteint un degré de perfection et d'unité rarement égalé dans l'art des jardins classiques. Le château est au centre de cette organisation spatiale stricte, symbole de puissance et de réussite.

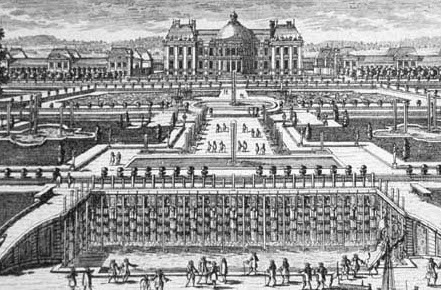
Gravure du XVIIe siècle de Vaux-le-Vicomte
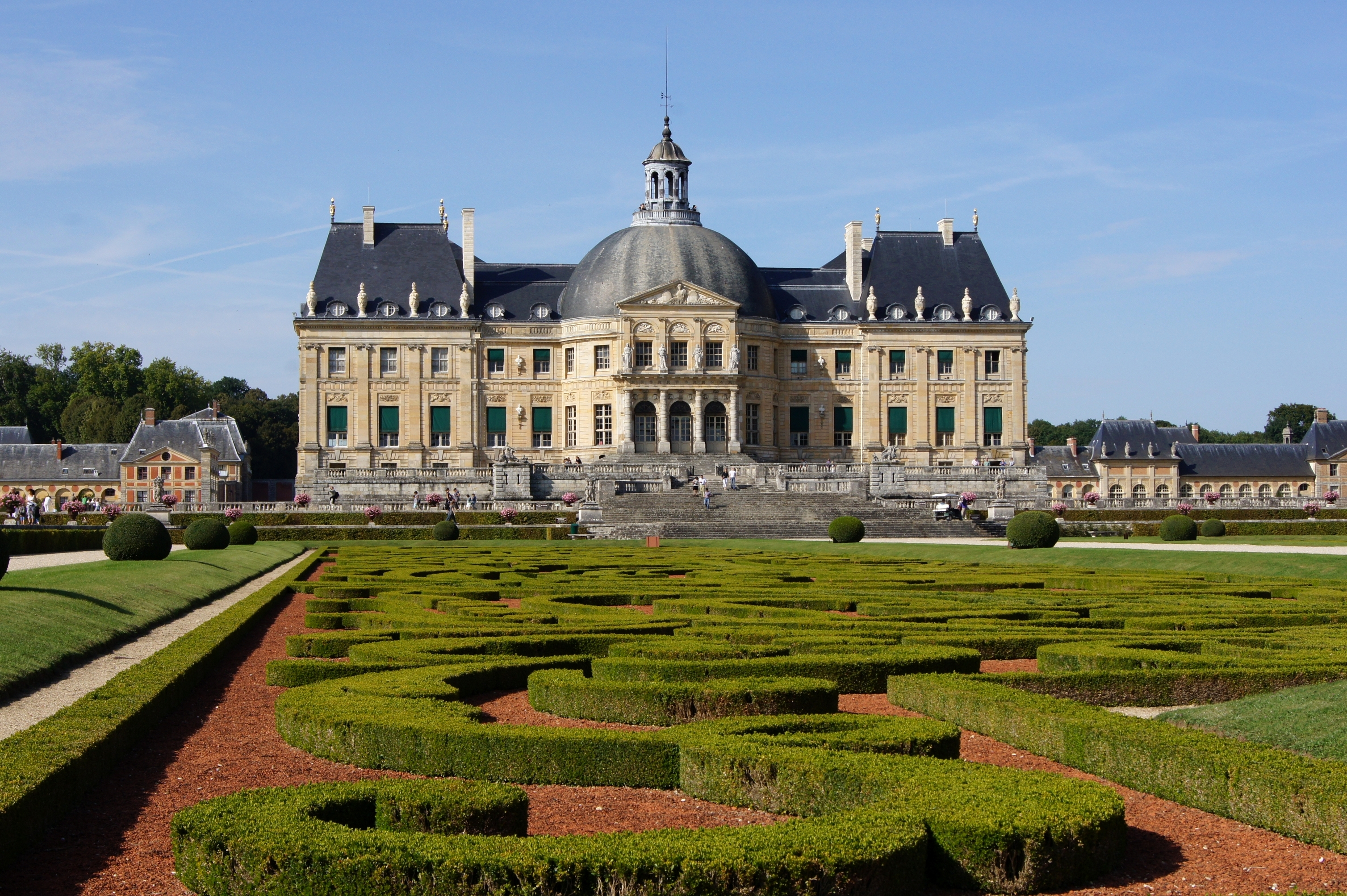
Parterre de broderies (motifs semblables à des broderies ) à Vaux-le-Vicomte

### Jardin de Versailles
Le jardin de Versailles, créés par André Le Nôtre entre 1662 et 1700, est la plus grande réalisation du jardin à la française. C'est l'un des plus grands jardins d'Europe, avec une superficie de 15 000 hectares. Il est disposés selon un axe est-ouest suivant la course du soleil : le soleil se lève sur la cour d'honneur, éclaire la Cour de Marbre, traverse le château, éclaire la chambre du roi, puis atteint l'extrémité du Grand Canal, se reflétant dans les miroirs de la Galerie des Glaces. Contrastant avec les grandes perspectives s'étendant jusqu'à l'horizon, le jardin est plein de surprises : fontaines, petits jardins remplis de statues, qui offrent une échelle plus humaine et des espaces plus intimes.
Le symbole central du jardin est le soleil, l'emblème de Louis XIV, illustré par la statue d'Apollon dans la fontaine centrale du jardin. Les vues et perspectives, vers et depuis le palais, se poursuivaient à l'infini. Le roi régnait sur la nature, recréant dans le jardin non seulement sa domination sur ses territoires, mais aussi sur la cour et ses sujets.

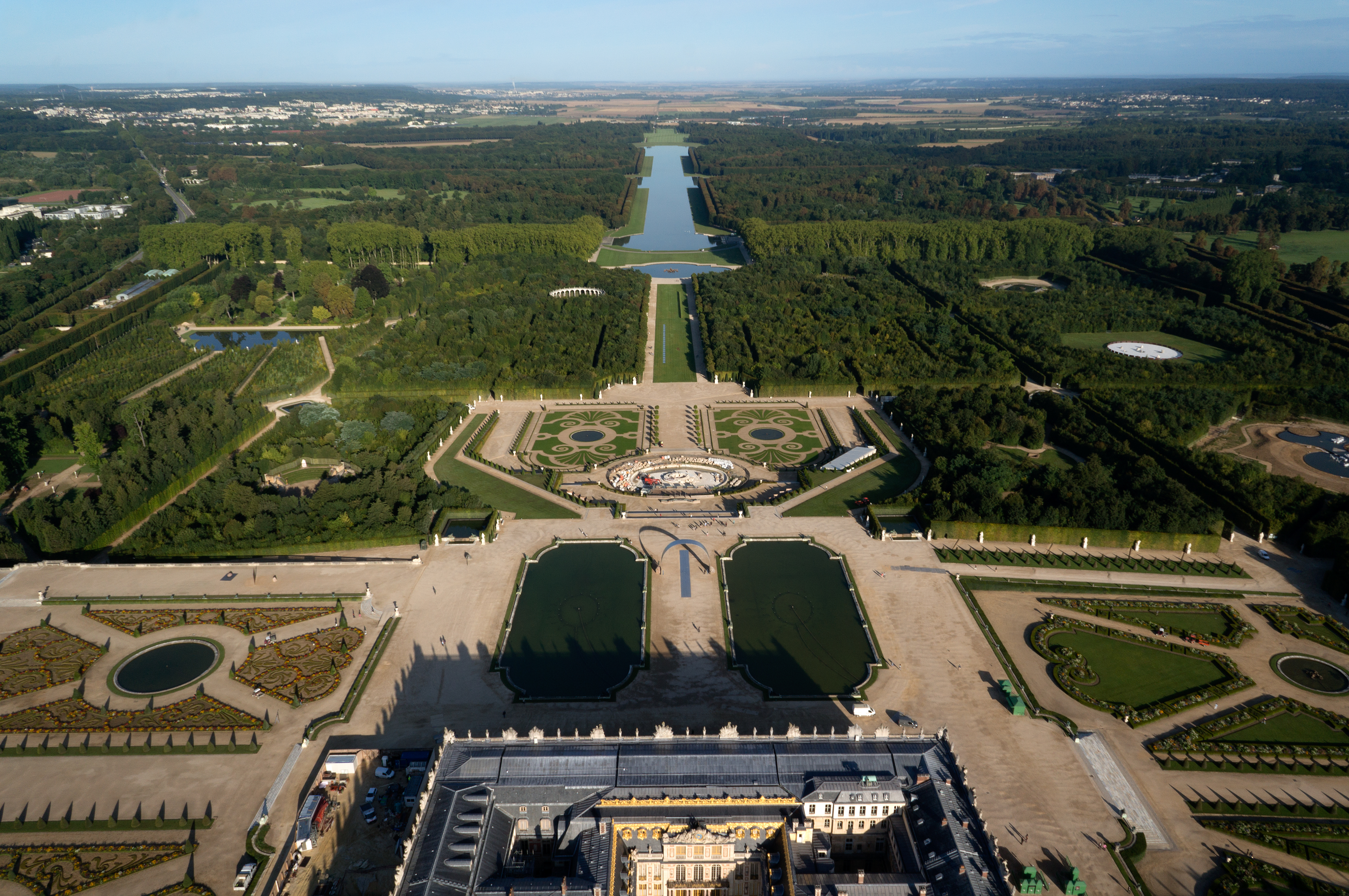
Vue aérienne du domaine de Versailles
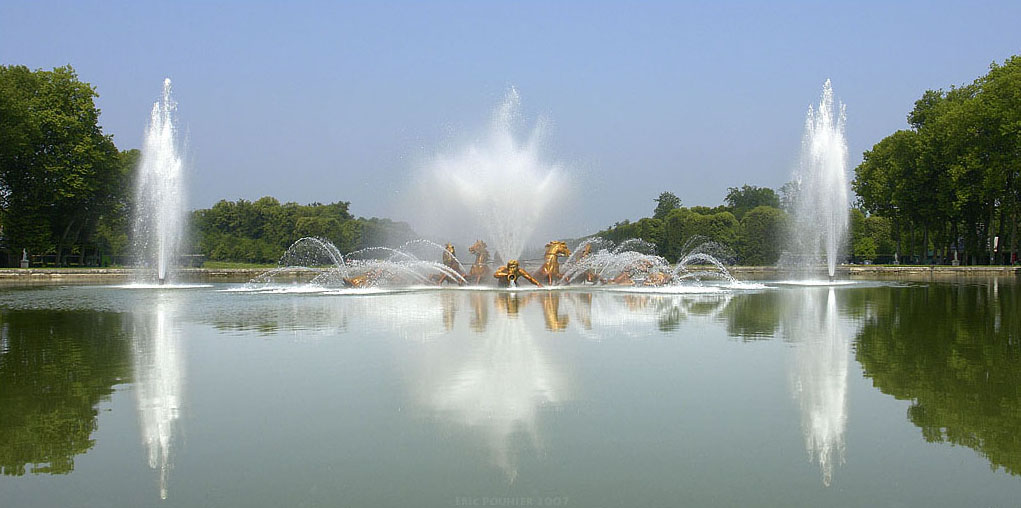
Bassin d'Apollon

### Déclin

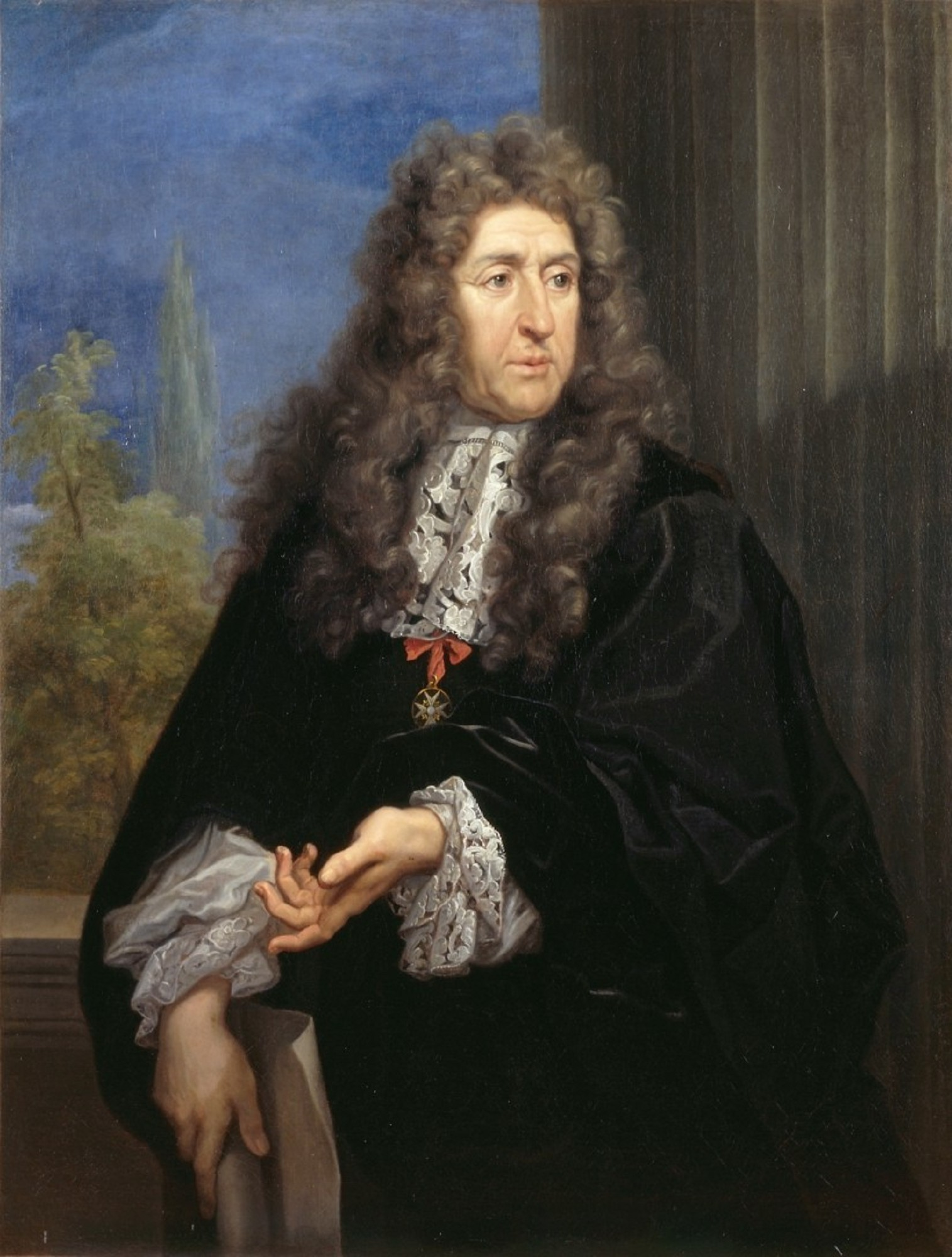
Carlo Maratta, Portrait d'André Le Nôtre, v. 1679-1781.

André Le Nôtre meurt en 1700, mais ses élèves et ses idées continuent de dominer la conception des jardins en France sous le règne de Louis XV. Son neveu, Claude Desgots, crée le jardin du château de Bagnolet pour Philippe d'Orléans (1674-1723) en 1717, et celui du château de Champs-sur-Marne. Un autre parent, Jean-Charles Garnier d'Isle, crée des jardins pour Madame de Pompadour au château de Crécy en 1746, et au château de Bellevue en 1748-1750. L'architecture, plutôt que la nature, demeure l'inspiration majeure pour les jardins. L'architecte Ange-Jacques Gabriel conçoit des éléments des jardins de Versailles, Choisy et Compiègne.
Néanmoins, quelques variations dans la géométrie stricte du jardin à la française commencent à apparaître. Les parterres élaborés de broderies, avec leurs courbes et contre-courbes, sont remplacés par des parterres d'herbe bordés de parterres de fleurs, plus faciles à entretenir. Les cercles deviennent des ovales, appelés rotules, avec des allées rayonnant vers l'extérieur en forme de « x » ; des formes octogonales irrégulières apparaissent. Les jardins commencent à suivre le paysage naturel, plutôt que déplacer la terre pour façonner le sol en terrasses artificielles. Des couleurs limitées sont également désormais disponibles : traditionnellement, les jardins à la française comprennent du bleu, du rose, du blanc et du mauve.
Le milieu du XVIIIe siècle voit se répandre le nouveau jardin à l'anglaise, créé par des aristocrates et propriétaires terriens britanniques ; le jardin chinois est introduit en France par les jésuites de la cour de l'empereur de Chine. Ces styles rejettent la symétrie au profit de la nature et des scènes rustiques, et mettent fin au règne du jardin symétrique à la française. Dans de nombreux parcs et domaines français, le jardin le plus proche de la maison est conservé dans le style traditionnel à la française, mais le reste du parc est transformé dans le nouveau style, appelé diversement jardin à l'anglaise, « anglo-chinois », exotique, ou « pittoresque ». C'est l'arrivée en France du jardin paysager français, inspiré non pas de l'architecture, mais de la peinture, de la littérature et de la philosophie.

## Théoriciens et jardiniers

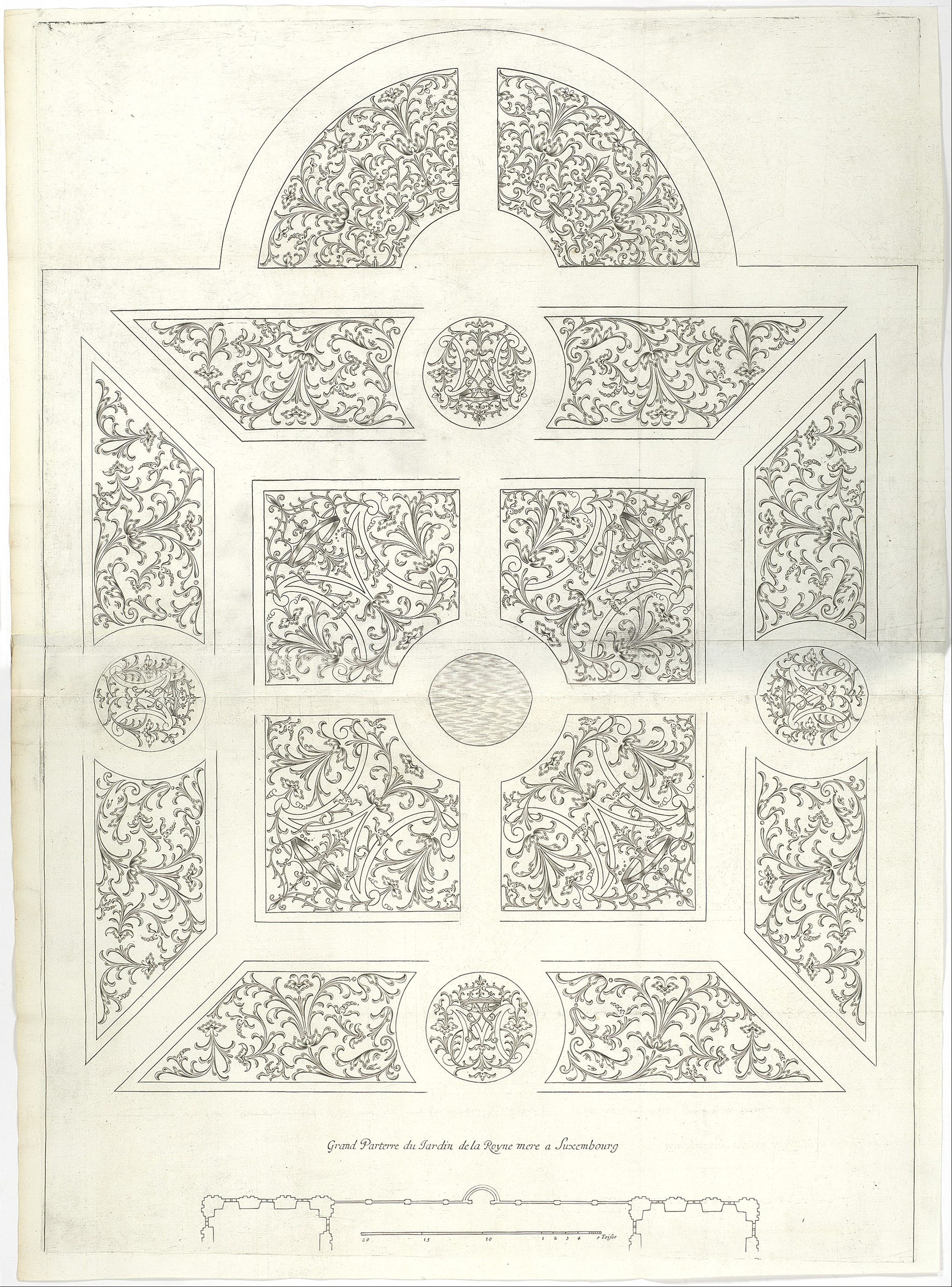
Michel van Lochom, Grand Parterre du Jardin de la Royne mere a Luxembourg, dans le Traité du Jardinage selon les Raisons de la Nature et de l'Art de Jacques Boyceau, 1638.

Jacques Boyceau, sieur de la Barauderie (vers 1560-1633), surintendant des jardins royaux sous Louis XIII, est le premier théoricien du nouveau style français. Son ouvrage, Traité du jardinage selon les raisons de la nature et de l'art. L'Ensemble divers desseins de parterres, pelouses, bosquets et autres ornements est publié après sa mort en 1638. Il définit et dessine parterres, pelouses, bosquets et autres ornements. Ses soixante et une gravures de dessins de parterres et de bosquets en font un livre de style pour les jardins. Son influence est durable à travers les jardins du palais du Luxembourg, le jardin des Tuileries et les jardins du château de Saint-Germain-en-Laye.
Claude Mollet (vers 1564-peu avant 1649) est le jardinier en chef d'Henri IV, Louis XIII et du jeune Louis XIV. Son père était jardinier en chef au Château d'Anet, où le jardin à l'italienne a été introduit en France et où il a fait son apprentissage. Il publie Théâtre des plans et jardinages, contenant des secrets et des inventions incognuës à tous ceux qui jusqu’à présent se sont meslez d’escrire sur cette matière (1652). André Mollet, son fils, diffuse le style en Hollande, en Suède et en Grande-Bretagne, initiant le jardin « à la française », que toute une école de jardiniers reproduit et améliore dans toute l'Europe, en premier lieu André Le Nôtre et Pierre Desgotz, Claude Desgots, Jean-Charles Garnier d'Isle, René Carlier et Jean-Baptiste Robillon.
André Le Nôtre (1613-1700) est la figure la plus importante de l'histoire du jardin à la française. Fils du jardinier de Louis XIII, il travaille aux plans du château Vaux-le-Vicomte, avant de devenir jardinier en chef de Louis XIV entre 1645 et 1700, et concepteur du jardin de Versailles, le plus grand projet de jardin de l'époque. Les jardins qu'il crée sont devenus les symboles de la grandeur et de la rationalité françaises, définissant le style des jardins européens jusqu'à l'arrivée du jardin à l'anglaise au XVIIIe siècle.
Le Nôtre appartenait à l'Académie d'architecture : formés au dessin d'architecture, les concepteurs de jardins français du XVIIe siècle laissent transparaître la prédominance architecturale. Toutefois le jardin classique correspond à une période d’accélération de l'horticulture que les classiques maîtrisaient parfaitement.
Antoine Joseph Dezallier d'Argenville (1680-1765) écrit La Théorie et la pratique du jardinage, où l'on traite à fond des beaux jardins appelés communément les jardins de propreté (1709, 1713, 1732), où il expose les principes du jardin à la française et inclut des dessins de jardins et de parterres, déterminant l'organisation du jardin à la française. Cet ouvrage, réimprimé à plusieurs reprises, a été trouvé dans les bibliothèques des aristocrates de toute l’Europe.

## Vocabulaire

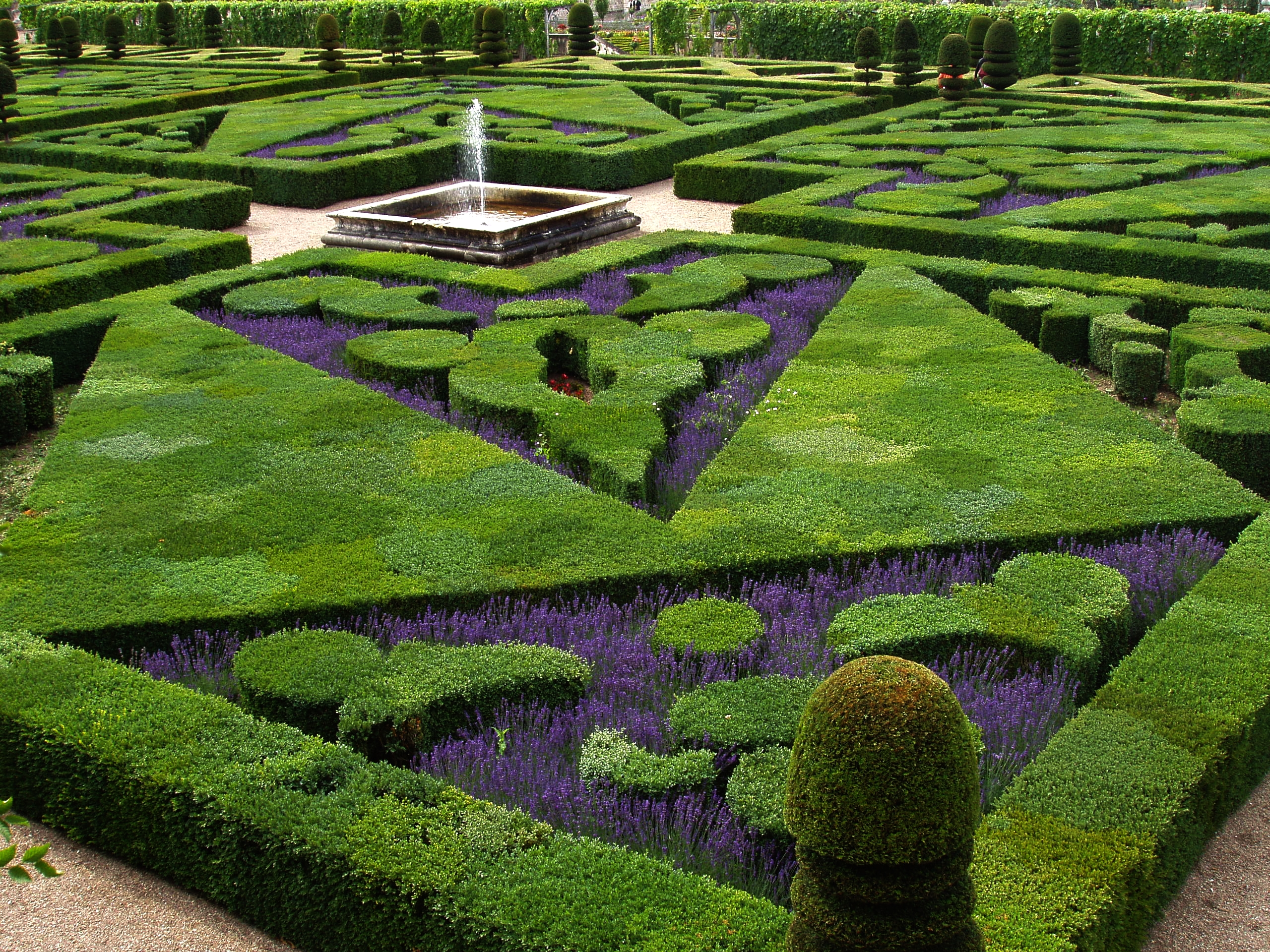
Broderies dans les jardins du château de Villandry (Indre-et-Loire).

Le vocabulaire architectural utilisé dans la description du jardin à la française traduit les intentions du dessinateur. On y parle de salle, de chambre ou de théâtre de verdure. On se déplace entre des murs de charmilles ou le long d'escalier d'eau. On recouvre le sol de tapis de pelouse brodés de buis, les arbres sont taillés en rideau le long des allées.
Le bosquet est un petit groupe d'arbres, généralement à une certaine distance de la maison, conçu comme toile de fond ornementale. La broderie est un motif décoratif en lacets dans un parterre, créé avec de l'if ou du buis, réalisé en découpant le motif dans une pelouse et en le remplissant de gravier coloré. La patte d'oie est constituée de trois ou cinq chemins ou allées qui s'étendent vers l'extérieur à partir d'un seul point. Le saut de loup ou ha-ha est un élément d'aménagement paysager encastré, qui crée une barrière verticale
Le parterre est un lit de plantation, généralement carré ou rectangulaire, contenant un motif ornemental composé de haies basses taillées avec soin, de gravier coloré et parfois de fleurs. Les parterres sont généralement disposés selon des motifs géométriques, divisés par des allées de gravier. Ils sont destinés à être vus d'en haut, depuis une maison ou une terrasse. Un parterre de gazon est fait de gazon avec un motif découpé et rempli de gravier.

## Composition

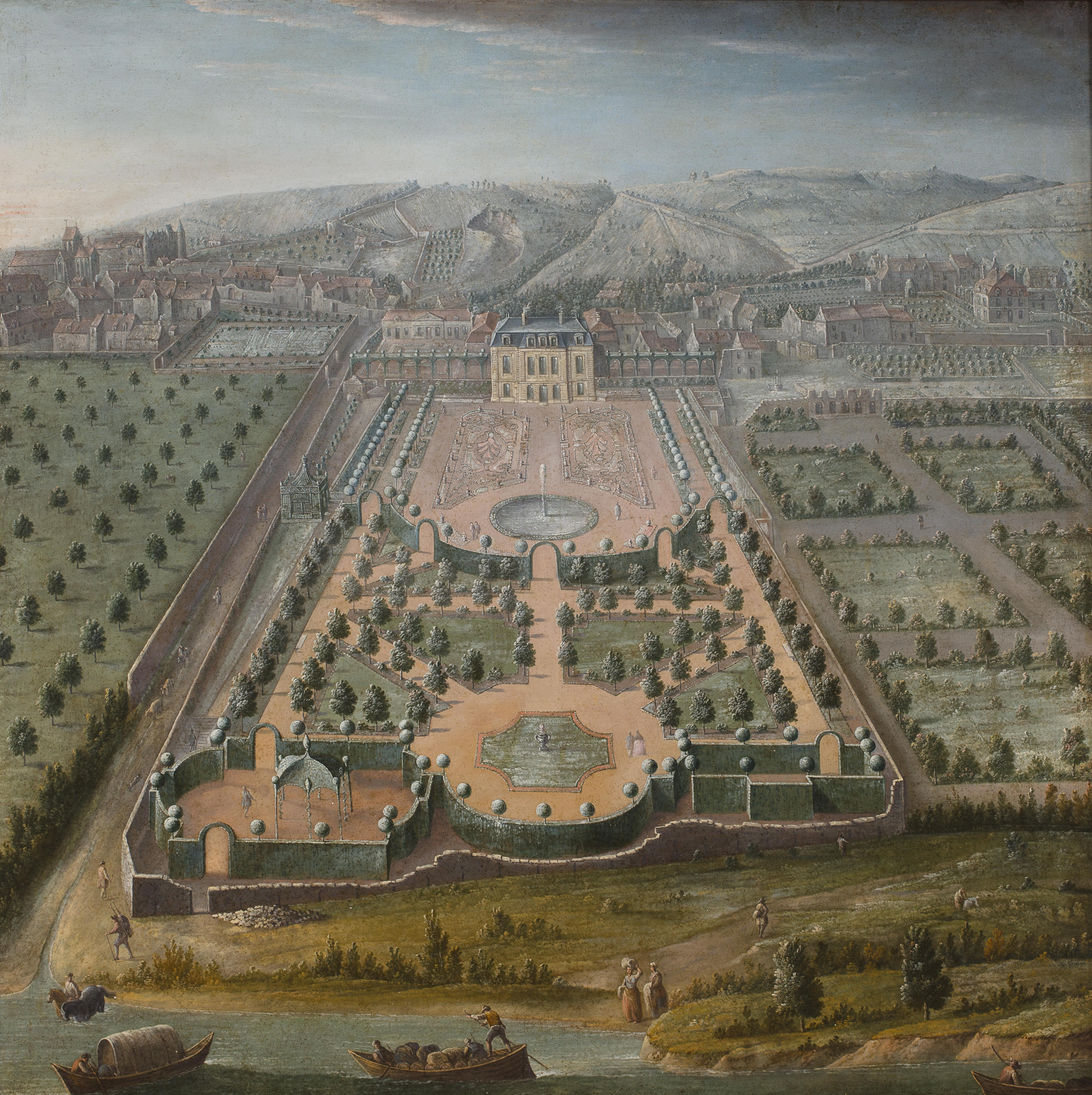
Jardins du château de Vaux sur Seine, Yvelines

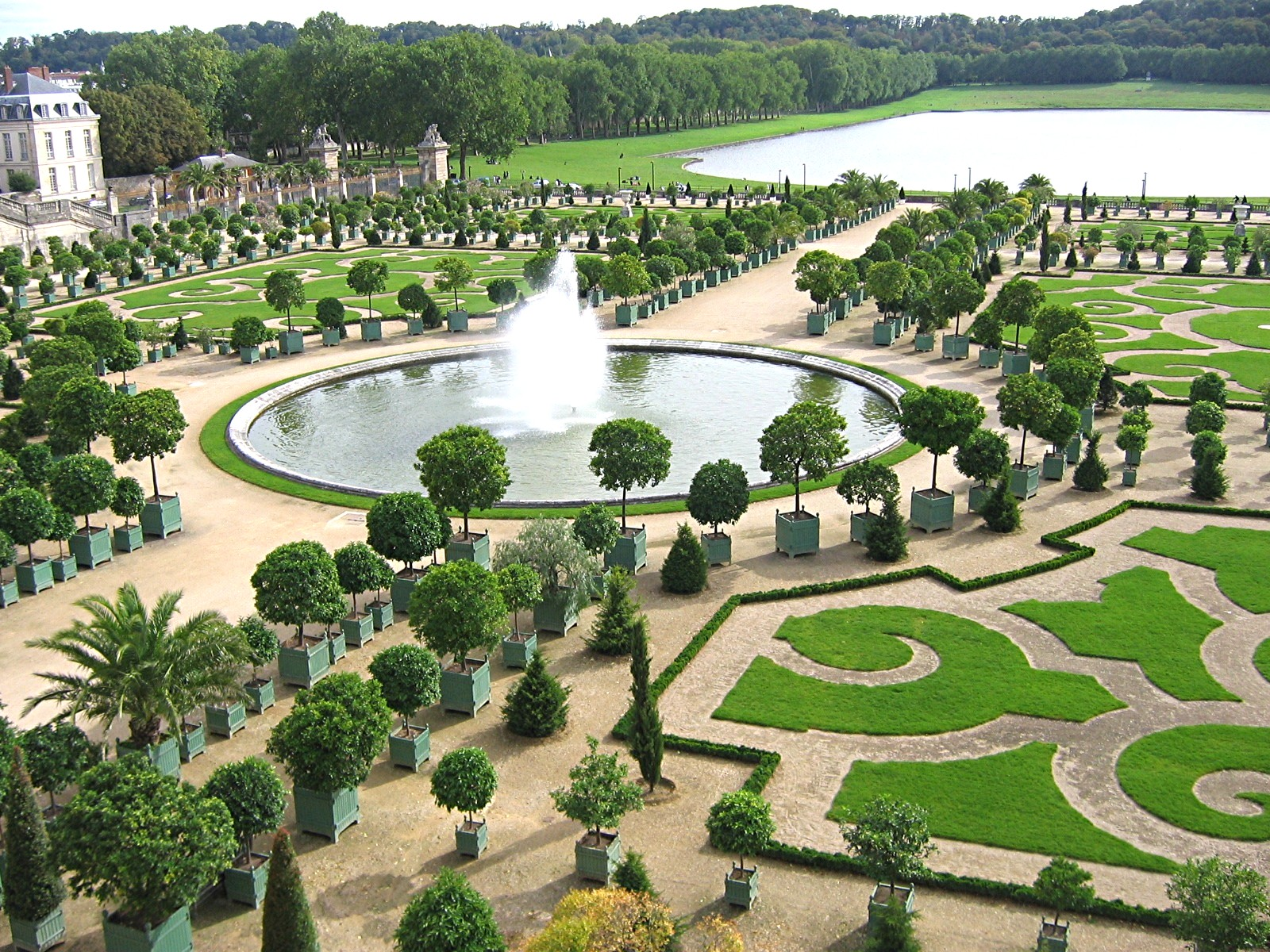
Parterres de l'orangerie du château de Versailles.

Jacques Boyceau écrit en 1638 dans son Traité du jardinage, selon les raisons de la nature et de l'art que « la raison principale de l'existence d'un jardin est le plaisir esthétique qu'il procure au spectateur ».
Le dessin des parterres et l'emploi des surfaces d'eau venant s'intégrer aux compartiments de verdure sont les premiers exemples de ce qui constitue l'esprit du jardin classique.
La forme du jardin à la française est largement fixée au milieu du XVIIe siècle. Il comporte les éléments suivants, devenus typiques du jardin à la française :
- le plan est géométrique et exploite pleinement les avancées les plus récentes de la perspective et de l'optique ;
- les élévations végétales sont taillées, formant des murs et des topiaires ;
- une terrasse donnant sur le jardin, permet au visiteur de voir d'un seul coup l'ensemble du jardin, provoquant chez le visiteur l'envie de le découvrir par degrés. « Il est à souhaiter que les jardins soient regardés de haut en bas, soit depuis des bâtiments, soit depuis des terrasses rehaussées à l'entour des parterres» » note Olivier de Serres dans Théâtre d'agriculture et Mesnage des champs (1600)[13] ;
- toute la végétation est contrainte et orientée pour démontrer la maîtrise de l'homme sur la nature[14]. Les arbres sont plantés en lignes droites et soigneusement taillés ; leurs cimes sont taillées à une hauteur définie ;
- la résidence sert de point central du jardin et de son ornement central. Aucun arbre n'est planté à proximité de la maison ; la maison est plutôt séparée par des parterres bas et des buissons taillés[14] ;
- un axe central, ou perspective, est perpendiculaire à la façade de la maison, du côté opposé à l'entrée principale. L'axe s'étend soit jusqu'à l'horizon (Versailles), soit jusqu'à des éléments de statuaire ou d'architecture (Vaux-le-Vicomte). Il est orienté soit au sud (Vaux-le-Vicomte, Meudon), soit à l'est-ouest (Tuileries, Clagny, Trianon, Sceaux). L'axe principal est composé d'une pelouse, ou d'un bassin d'eau, bordé d'arbres. Il est traversé par une ou plusieurs perspectives et allées perpendiculaires. Un axe perspectif passe par les appartements ;
- les parterres, ou massifs, les plus élaborés, en forme de carrés, d'ovales, de cercles ou de volutes, sont disposés dans un ordre régulier et géométrique à proximité de la maison, pour compléter l'architecture et être vus d'en haut depuis les pièces de réception de la maison ;
- les parterres proches de la résidence sont remplis de broderies, dessins créés avec des buis bas pour ressembler aux motifs d'un tapis, et polychromés par des plantations de fleurs, ou par des briques colorées, des graviers ou du sable. Plus les parterres sont proches de l'habitation, plus ils sont soignés ;
- plus loin de la maison, les broderies sont remplacées par des parterres plus simples, remplis d'herbe et contenant souvent des fontaines ou des bassins d'eau. Au-delà de ceux-ci, de petits bosquets d’arbres soigneusement créés servent d’intermédiaire entre le jardin à la française et les masses d’arbres du parc. Lieux propices à la flânerie, ces espaces présentent des allées, des étoiles, des cercles, des théâtres de verdure, des galeries, des espaces de bals et de festivités[15] ;
- les plans d'eau (canaux, bassins) servent de miroirs, doublant la taille de la maison ou des arbres ;
- le symbolisme des jardins de la Renaissance française est simplifié et limité à des références mythologiques. Le jardin est animé de jeux d'eau et des statues à l'antique, généralement sur des thèmes mythologiques, qui soit soulignent, soit ponctuent, les perspectives, et marquent les intersections des axes, et d'eau en mouvement sous forme de cascades et de fontaines. Le spectaculaire culmine dans les jeux d'eau, les fontaines, jets, rideaux d'eau dont la complexité est à son apogée ;
- la théâtralité s'exprime par la surprise, le marcheur doit découvrir de nouvelles perspectives ou des endroits cachés, les terrasses sont étudiées selon des profils qui masquent des parterres nouveaux, etc. Les bosquets contiennent des salles discrètes ;
- le jardin ne change pas durant l'année.

Il faut rappeler que la quasi-totalité de ces éléments étaient déjà présents et amplement utilisés dans d'autres styles de jardins (romain, classique italien, Renaissance italienne) et que par conséquent la seule réelle innovation apportée par le style à la française aux précédents, est l'adoption  d'un schéma structuré autour d'un grandiose axe de perspective centrale qui se prolonge presque à l'infini  dans le paysage naturel environnant. C'est donc sa structuration et les dimensions inusuelles qui font l'originalité du jardin à la française par rapport à d'autres styles.
Dans ce sens seulement les jardins respectant ces caractéristiques (comme dans les jardins le plus exemplaires de Vaux-le-Vicomte et Versailles) peuvent être définis à la française. Les autres (comme plusieurs de ceux listés ci-dessous) ne peuvent pas l'être.

### Couleurs, fleurs et arbres

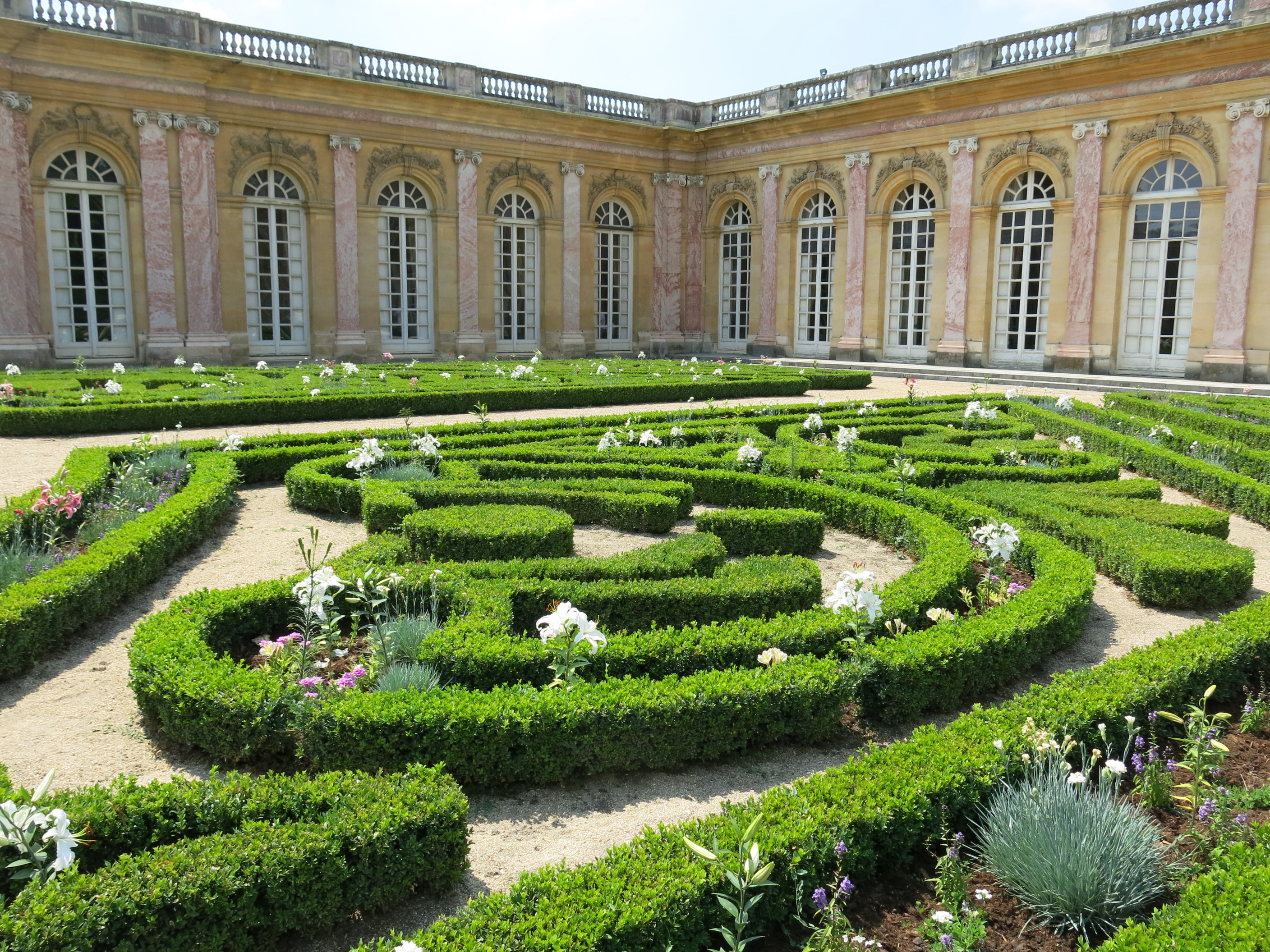
Jardins à la française du Grand Trianon.

Les fleurs ornementales sont relativement rares dans les jardins français du XVIIe siècle et la gamme de couleurs est limitée : bleu, rose, blanc et mauve. Les couleurs plus vives (jaune, rouge, orange) n’arriveront que vers 1730, à la suite des découvertes botaniques du monde entier apportées en Europe. Les bulbes de tulipes et autres fleurs exotiques proviennent de Turquie et des Pays-Bas. Le topiaire, un arbre ou un buisson sculpté de formes géométriques ou fantastiques, disposés en rangées le long des axes principaux du jardin, en alternance avec des statues et des vases, est un élément ornemental important à Versailles et dans d'autres jardins.
À Versailles, on ne trouve des parterres de fleurs qu'au Grand Trianon et dans les parterres du côté nord du château. Les fleurs sont généralement importées de Provence, conservées en pots et changées trois ou quatre fois par an. Les registres du palais de 1686 montrent que le palais utilise 20 050 bulbes de jonquille, 23 000 cyclamens et 1 700 plants de lys.
La plupart des arbres de Versailles proviennent de la forêt, dont des charmes, des ormes, des tilleuls et des hêtres. Il y a aussi des châtaigniers de Turquie et des acacias. De grands arbres sont arrachés des forêts de Compiègne et d'Artois et transplantés à Versailles. Beaucoup meurent lors du repiquage et doivent être régulièrement remplacés.
Les arbres du parc sont taillés horizontalement et aplatis au sommet, leur donnant la forme géométrique souhaitée. Ce n'est qu'au XVIIIe siècle qu'on les laisse pousser librement.

### Parterres de broderie

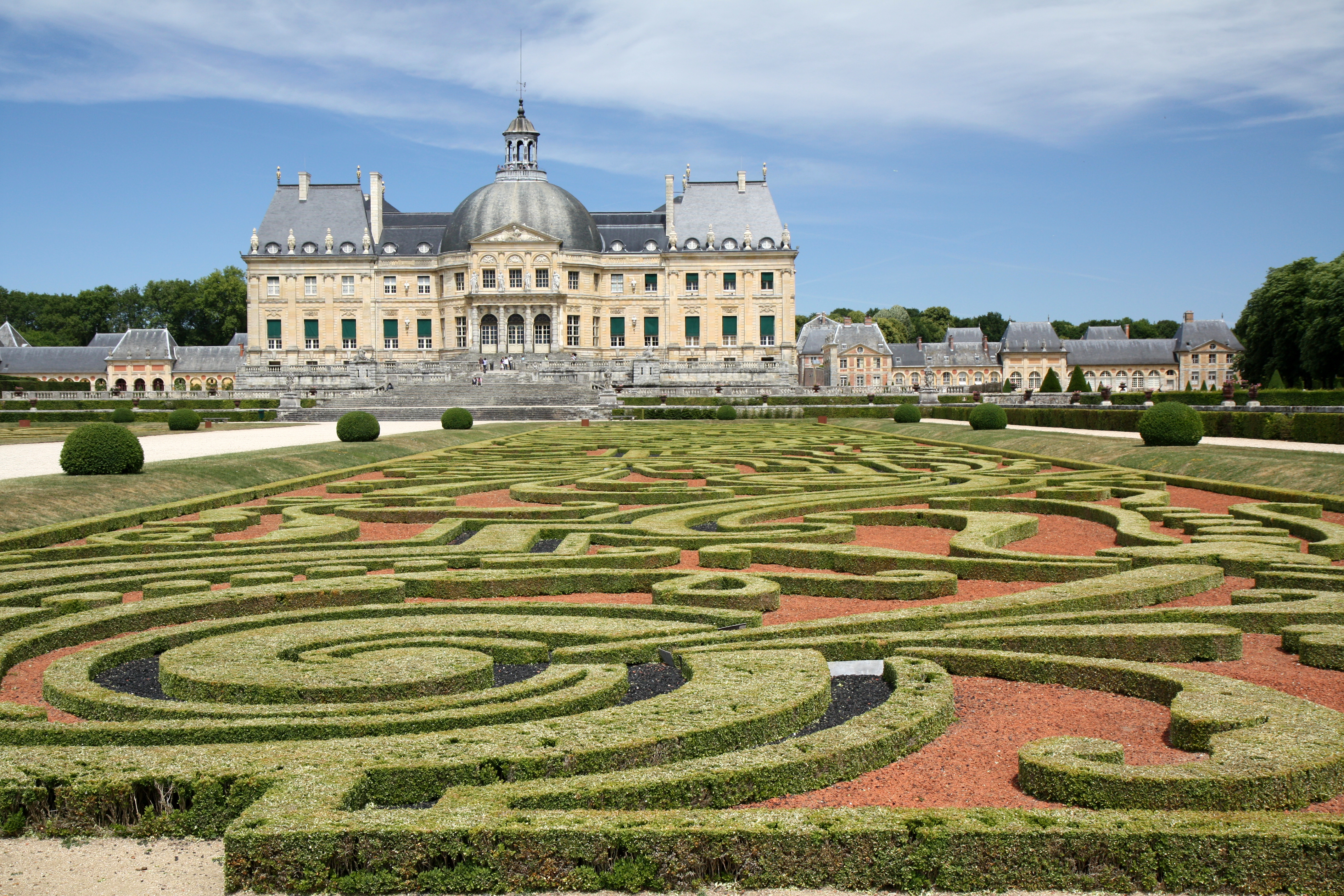
Parterre de broderie au château de Vaux-le-Vicomte.

Le parterre de broderie est la forme typique de la conception des jardins à la française du baroque. Il se caractérise par une disposition symétrique des parterres de fleurs et des haies de buis taillés pour former des motifs ornementaux connus sous le nom broderie. La disposition des fleurs est aussi conçue pour créer un jeu de couleurs harmonieux. On trouve fréquemment dans les jardins baroques français des jardins d'eau, des cascades, des grottes et des statues. En s'éloignant de la demeure seigneuriale ou du château, le parterre se transforme en bosquets.
Les jardins du château de Versailles en France et des châteaux d'Augustusburg et de Falkenlust à Brühl, près de Cologne en Allemagne, en constituent des exemples bien connus, qui ont obtenu le statut de patrimoine mondial de l'UNESCO.
Au fur et à mesure de l'évolution des modes, de nombreux parterres de broderie de demeures seigneuriales doivent céder la place au XIXe siècle aux jardins à l'anglaise et n'ont pas été réintégrés.

## Architecture

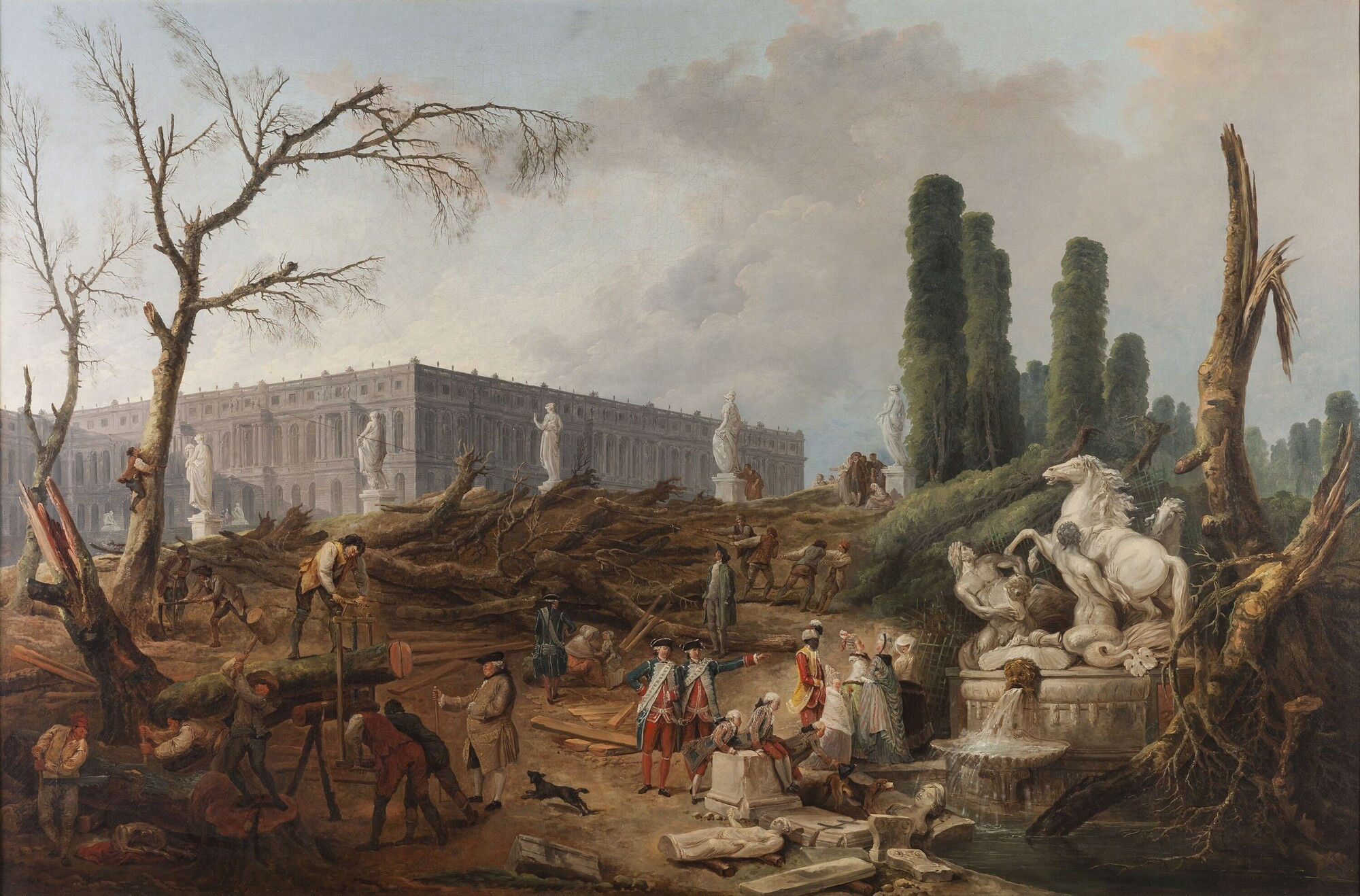
Bosquet des Bains d'Apollon à Versailles en 1777.

Les concepteurs du jardin à la française considèrent leur travail comme une branche de l'architecture, qui prolonge simplement l'espace du bâtiment jusqu'à l'espace extérieur aux murs, et ordonne la nature selon les règles de la géométrie, de l'optique et de la perspective. Les jardins sont conçus comme des bâtiments, avec une succession de pièces que le visiteur peut traverser selon un itinéraire établi, des couloirs et des vestibules avec des chambres attenantes. Ils utilisent le langage de l'architecture dans leurs plans ; les espaces sont appelés « salles », « chambres » et « théâtres » de verdure. Les « murs » sont composés de haies et les « escaliers » d'eau. Au sol se trouvent des « tapis » ou tapis d'herbe, « brodés » de plantes, et les arbres sont installés en « rideaux » le long des allées. Les escaliers sont confortables, les volées réservent des repos d'où le marcheur découvre des points de vue.
Tout comme les architectes ont installé des systèmes d'eau dans les châteaux, ils aménagent des systèmes hydrauliques élaborés pour alimenter les fontaines et les bassins du jardin. Les hydrauliciens utilisent toutes les ressources de la gravitation, les terrasses permettent des circuits complexes, des escaliers d'eau. Les bassins qui jouent le rôle de miroirs prennent des proportions considérables et l'eau des fontaines remplace les lustres. Dans le Bosquet des Bains d'Apollon à Versailles, Le Nôtre dispose des tables de marbre blanc et rouge pour servir des buffets. L'eau qui coule dans les bassins et les fontaines imite l'eau qui se déverse dans les carafes et les verres en cristal. Le rôle dominant de l'architecture dans le jardin ne change qu'au XVIIIe siècle, lorsque le jardin à l'anglaise arrive en Europe et que l'inspiration pour les jardins commence à venir non pas de l'architecture mais de la peinture romantique.
On a beaucoup trop simplifié l'opposition des jardins à l'anglaise qui sont des jardins de peintres, et des jardins classiques qui sont des jardins de metteurs en scène, en réduisant le jardin à la française à un jardin de lignes droites opposé à un jardin à l'anglaise où rien n'est orthogonal. Ils appartiennent tous à une génération de jardins décor, les seconds expriment une sensibilité préromantique alors que les premiers sont encore marqués par l'ordonnance et le goût du jeu de la renaissance.

## Théâtre
Le jardin à la française sert souvent de décor à des pièces de théâtre, des spectacles, des concerts et des feux d'artifice. En 1664, Louis XIV organise une fête de six jours dans les jardins, avec des cavalcades, des comédies, des ballets et des feux d'artifice. Le jardin de Versailles comprend un théâtre d'eau, agrémenté de fontaines et de statues de l'Enfance des dieux (détruites entre 1770 et 1780). Des navires grandeur nature sont construits pour naviguer sur le Grand Canal, et le jardin possède une salle de bal en plein air entourée d'arbres, un orgue à eau, un labyrinthe et une grotte.

## La perspective corrigée

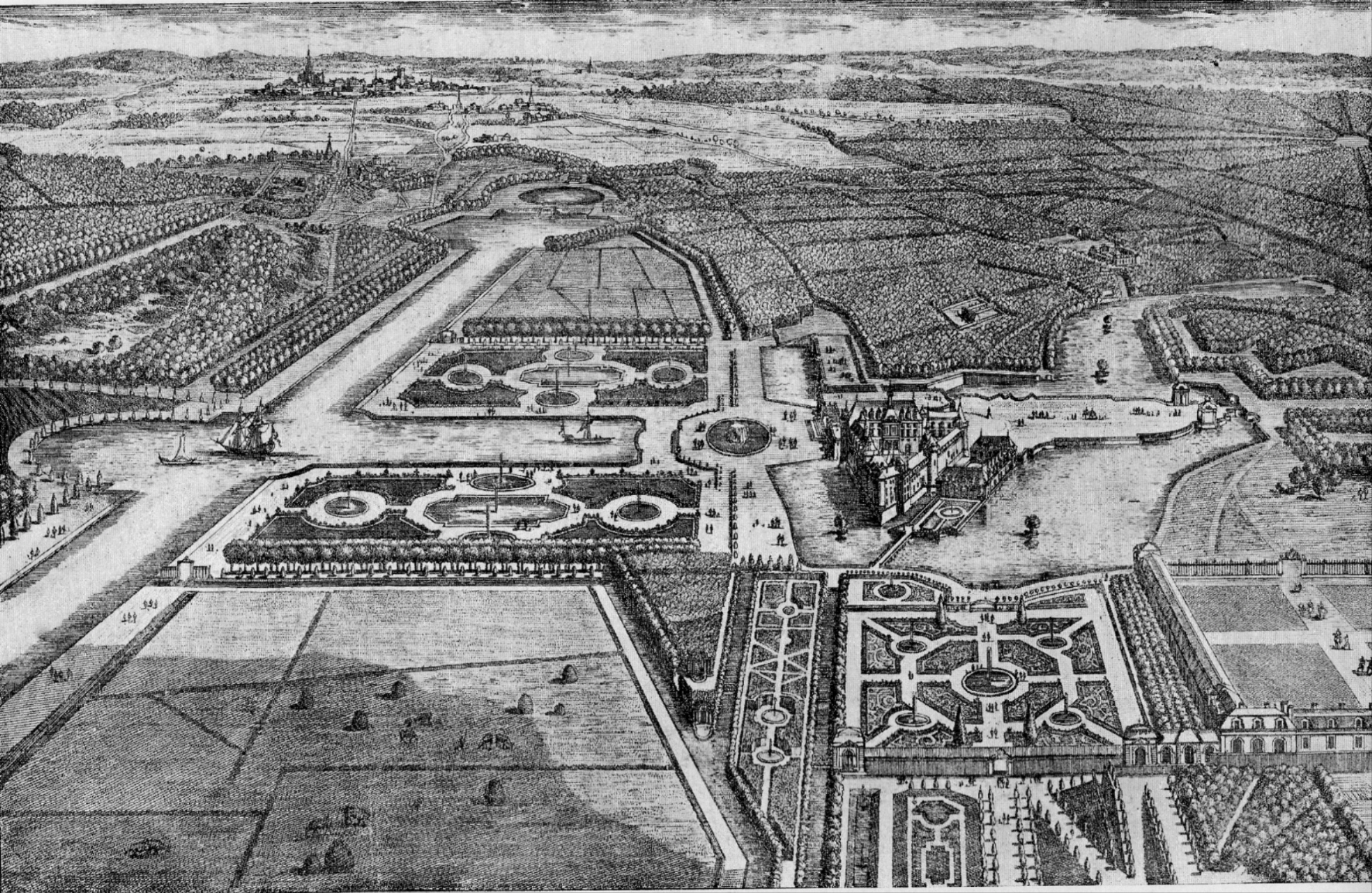
Le château de Chantilly occupe un des compartiments du jardin géométrique.

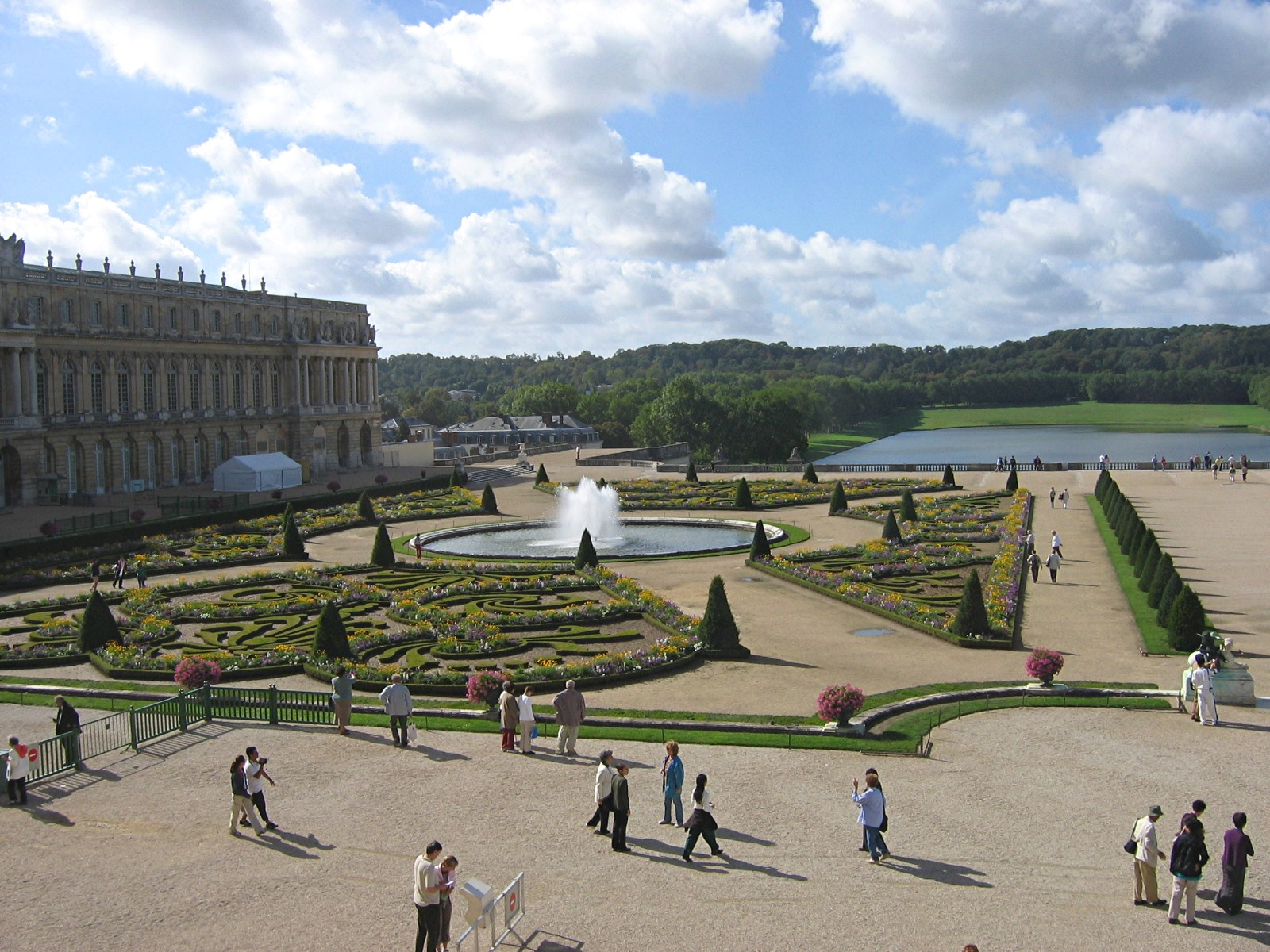
Jardin à la française du château de Versailles (parterre du Midi).

Le jardin à la française ne peut se réduire à l'application rigoureuse des tracés géométriques et des lois de la perspective. Dès la publication des premiers traités, au début du XVIIe siècle, des chapitres complets sont consacrés à la perspective corrigée, généralement pour créer l'illusion d'une plus grande distance. À la différence de la perspective optique, essentiellement théorique, la perspective corrigée anticipe les déformations liées aux effets de fuite. Lors du renouveau du jardin « à la française » de la fin du XIXe siècle, Henri Duchêne et Achille Duchêne parleront d'art de la dissimulation.
Les solutions traditionnelles - déformation de cercles, perspectives accélérées - sont utilisées méthodiquement : élargissement progressif des allées et des compartiments pour raccourcir l'échelle du jardin comme à Vaux-le-Vicomte, écartement des alignements d'arbres par rapport à l'axe théorique (château de Tanlay), en ayant des rangées d'arbres qui convergent, ou sont taillées de manière à devenir progressivement plus courtes, à mesure qu'elles s'éloignent du centre du jardin ou de la maison. Cela crée l’illusion que la perspective est plus longue et que le jardin est plus grand qu’il ne l’est réellement.
Une autre astuce utilisée par les concepteurs de jardins français est l'utilisation du ha-ha pour dissimuler les clôtures qui traversent de longues allées ou perspectives. Une tranchée profonde et large avec un mur de pierre vertical d'un côté est creusée partout où une clôture traverse une vue, ou bien une clôture est placée au fond de la tranchée, de sorte qu'elle soit invisible pour le spectateur.
La liberté prise par les dessinateurs de jardins à la française avec les règles de la perspective leur permet d'éviter la rigidité de la géométrie. Avec la demande croissante tout au long du XVIIe siècle de jardins de plus en plus ambitieux, on assistera alors à une inversion des valeurs. À Chantilly comme à Saint-Germain-en-Laye, le jardin n'est plus le prolongement du château mais le château devient l'un des accessoires du jardin, dont il occupe maintenant un compartiment.

## Technologies
L'apparition du jardin à la française aux XVIIe et XVIIIe siècles est le résultat du développement de plusieurs nouvelles technologies.

### Terrassement
La première de ces technologies est le terrassement, la science consistant à déplacer de grandes quantités de terre, qui connait plusieurs développements technologiques. Elle vient des militaires, à la suite de l’introduction du canon et de la guerre de siège moderne, lorsqu’ils doivent creuser des tranchées et construire rapidement des murs et des fortifications en terre. Cela conduit au développement de paniers pour transporter la terre sur le dos, de brouettes, de charrettes et de chariots. André Le Notre adapte ces méthodes pour construire des terrasses de niveau et creuser des canaux et des bassins à grande échelle.

### Hydrologie

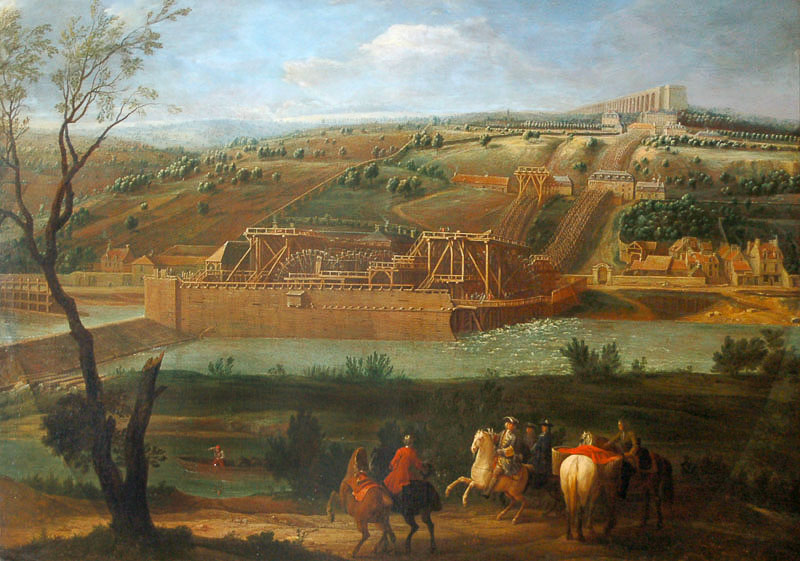
Pierre-Denis Martin, Vue de la Machine de Marly, 1722.

Un deuxième développement concerne l'hydrologie, apportant de l'eau aux jardins pour l'irrigation des plantes et pour l'utiliser dans les nombreuses fontaines. Ce développement ne fonctionne pas pleinement à Versailles, qui est sur un plateau : même avec 221 pompes et un système de canaux amenant l'eau de la Seine, puis la construction en 1681, d'une immense machine à pomper, la Machine de Marly, il n'y a toujours pas assez de pression d'eau pour que toutes les fontaines de Versailles fonctionnent en même temps. Des fontainiers sont placées le long des tracés des promenades du roi et mettent en marche les fontaines de chaque site juste avant son arrivée.

### Hydroplasie
Un développement connexe a eu lieu dans l'hydroplasie, l'art et la science consistant à donner à l'eau différentes formes lorsqu'elle sort de la fontaine. La forme de l'eau dépend de la force de l'eau et de la forme de la buse. Les nouvelles formes créées grâce à cet art sont nommées « tulipe », « double gerbe », « girandole », « candélabre » et « corbeille » (bouquet), « la boule en l'air », ou encore « L'éventail ». Cet art est étroitement associé aux feux d’artifice de l’époque, qui tentent d’obtenir des effets similaires avec le feu en place de l’eau. Les fontaines et les feux d'artifice sont souvent accompagnés de musique et sont conçus pour montrer comment la nature (l'eau et le feu) peuvent être façonnés par la volonté de l'homme.

### Horticulture

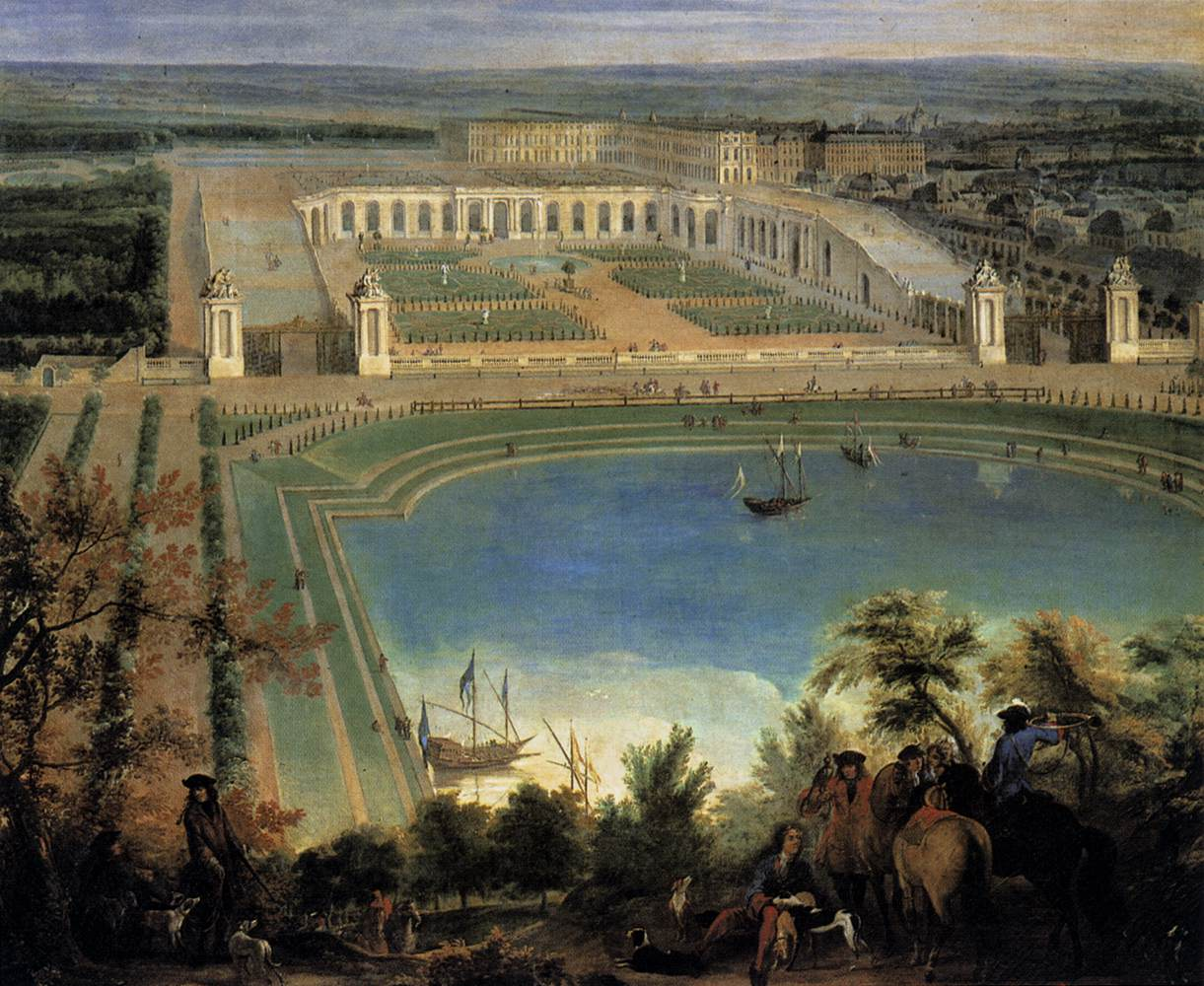
Jean-Baptiste Martin, Vue de l'orangerie du château de Versailles (détail), entre 1688 et 1690.

L'horticulture est un autre développement important, permettant de cultiver des plantes au nord de l'Europe provenant de climats plus chauds en les protégeant à l'intérieur des bâtiments et en les amenant à l'extérieur dans des pots. Les premières orangeries sont construites en France au XVIe siècle à la suite de l'introduction de l'oranger après les guerres d'Italie. L'orangerie du château de Versailles a des murs de cinq mètres d'épaisseur, dont un double mur qui maintient les températures en hiver entre 5 et 8 degrés Celsius. Aujourd'hui, elle peut abriter 1055 arbres.

## Devenir du jardin français
Le jardin à la française évolue dans la seconde moitié du XVIIIe siècle en jardin rococo où les espaces ouverts disparaissent et où se multiplient les folies de jardin et les décors champêtres. Le goût des chinoiseries, de l'exotisme, des pastorales bucoliques grandit sous le règne de Louis XV, le jardin chinois ignorant la symétrie devient à la mode, reproduit des paysages. Lentement, les jardins intègrent un style préromantique sous Louis XVI. La fin du jardin à la française accompagne la fin du centralisme monarchique absolu, qu'il exprimait ; aussi tôt qu'avant la révolution, les jardins anglo-chinois ont des temples de la fraternité.
Au XIXe et XXe siècles a lieu un « renouveau », les paysagistes Henri et Achille Duchêne diffusant à travers la planète le jardin classique théâtral. Leur manière est fignolée, distanciée, la répétition des grands parterres, des symétries et des surfaces d'eau ordonnées montre une maîtrise remarquable du style qu'ils adaptent à des sites incroyablement divers. Lentement, ils contribuent à l'évolution d'un style majestueux, incorporant des espaces irréguliers à la veille de la Seconde Guerre mondiale, qui sonne la fin des jardins fastueux. La renaissance du jardin à la française donne lieu à de magnifiques réalisations, comme le jardin du château de Linderhof par Carl von Effner, majestueux et concentré, allant au-delà du pastiche, dans un cadre exceptionnel.
Adolphe Alphand intègre, au parc Borély, à Marseille — dans l'axe du château —, un jardin à la française du XIXe siècle et un parc, à l'anglaise, autour d'un lac avec cascade.
Parmi les contemporains, une rare réalisation de jardin grandiose « à la française » est celle du décorateur Jacques Garcia, au jardin du château du Champ-de-Bataille. Ce jardin se déploie sur un axe ascendant, comme au palais royal de la Granja de San Ildefonso ; le grand miroir d'eau - la lumière - se découvre comme ultime étape d'une ascension qui comporte un véritable parcours. Comme les classiques, Jacques Garcia donne une dimension symbolique modernisée à son jardin, avec des éléments maçonniques et allégoriques. Le nuances végétales y sont riches, parfois exotiques, mais ne s'imposent pas à l'avant-plan. Cette création démontre combien la majesté des proportions et la théâtralité dominent le visiteur, y compris quand le soin du détail est présent.
Le jardin classique, théâtral et majestueux, est un style de jardin impressionnant qui suscite toujours une forte attraction touristique et un sentiment d'harmonie, on s'y sent à l'exact opposé de l'intimisme du Généralife, qui fut pourtant à l'origine de l'admiration des princes de la renaissance italienne pour l'art des jardins.

## Principaux jardins à la française
- Parc du château de Versailles
- Parc du Thabor à Rennes

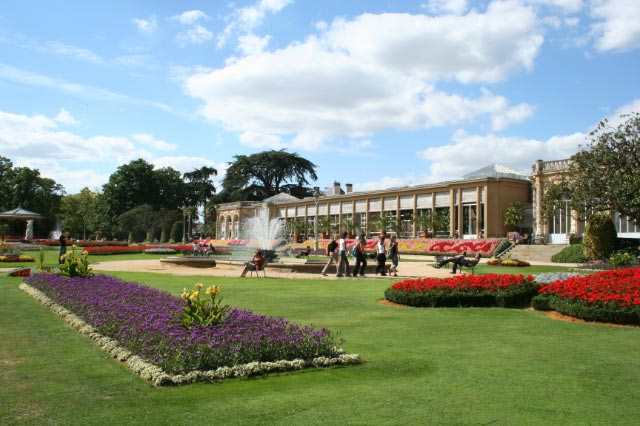
Les jardins à la française du parc du Thabor, à Rennes.

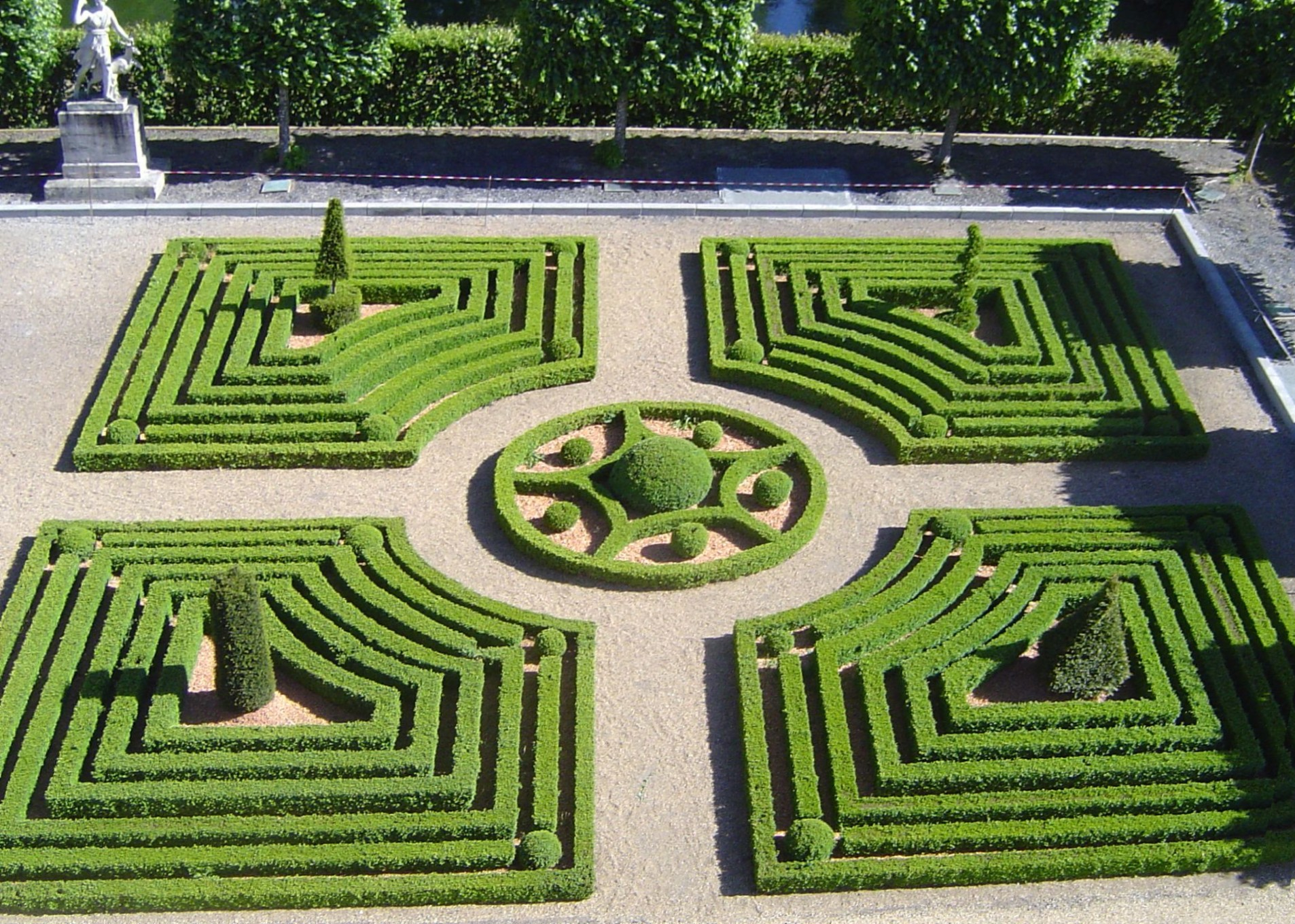
Parterre de carrés du parc du château de Pignerolle, près d'Angers.

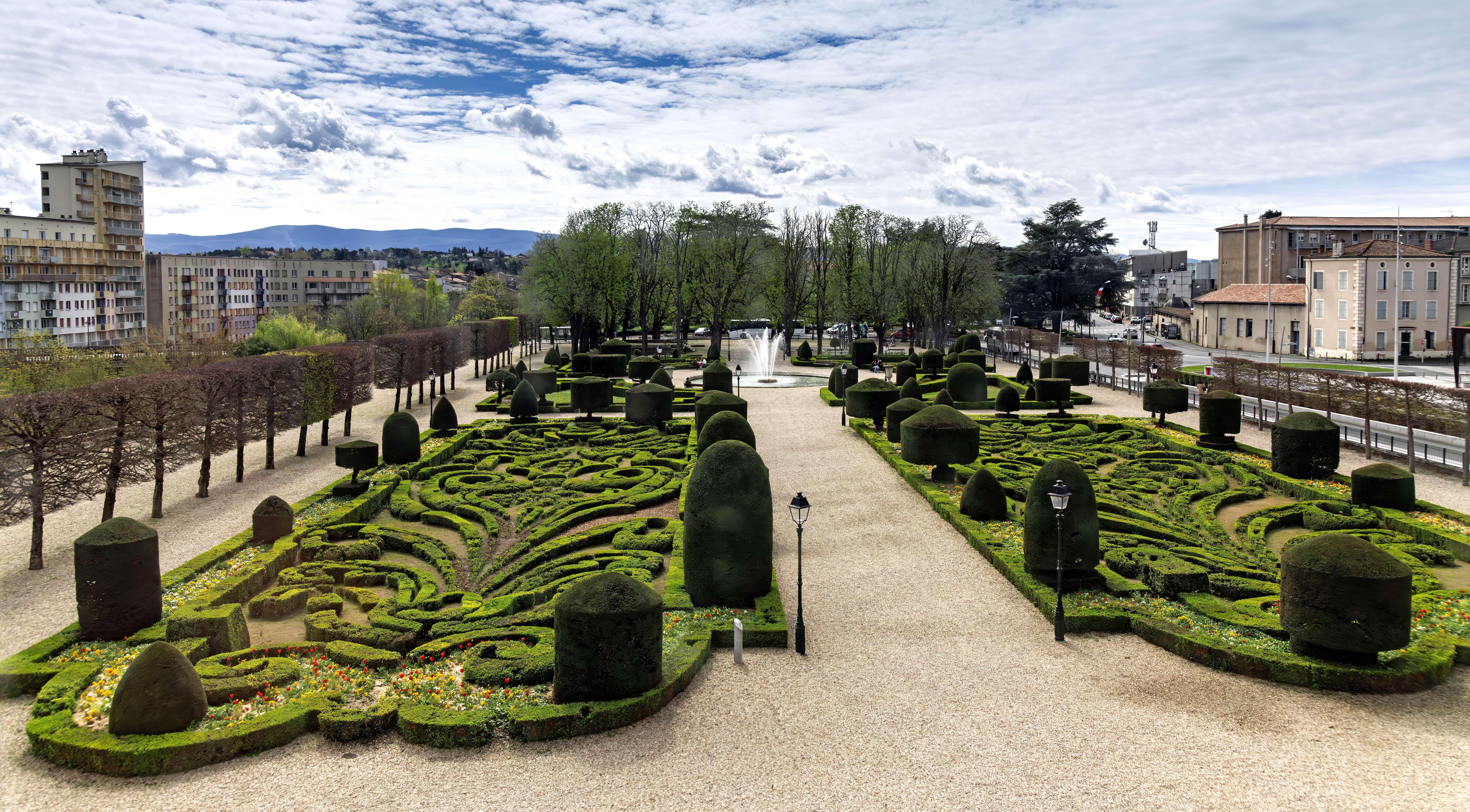
Jardin de l'Évêché de Castres.

- Parc du château de Vaux-le-Vicomte
- Parc du château de Champs-sur-Marne
- Parc du château de Chantilly
- Parc du château de Meudon
- Domaine national de Saint-Cloud
- Parc de Sceaux
- Jardin du Luxembourg à Paris
- Jardin des Tuileries à Paris
- Parc du château de Saint-Germain-en-Laye
- Parc du château de Pignerolle près d'Angers
- Château de Hautefort en Dordogne (jardins à la française et parc à l'anglaise)
- Pavillon de Galon à Cucuron (jardins à la française contemporain composé de plantes provençales)
- Potager du château de la Roche-Guyon du château de La Roche-Guyon
- Château de Breteuil
- Château de Josselin
- Château de Villandry
- Jardin de l'Évêché de Castres par André Le Nôtre en 1616
- Château de Cormatin
- Château de Beaumesnil
- Château de Lunéville
- Château de Louvois
- Jardins du manoir d'Eyrignac
- Parc du château de La Brède (bosquet de Montesquieu)
- Jardin du château de Grenouillon à Moutiers-sous-Argenton (Deux-Sèvres)
- Château de Maintenon
- Jardins de la Fontaine à Nîmes

## Radiographie
- Alain Wijffels, « Si Domat m’était conté : l’artificialité du jardin anglais, l’ordre naturel du jardin à la française », sur France Culture, cours au Collège de France, 26 octobre 2017.